# Sacy (Yonne)
Pour les articles homonymes, voir Sacy.
Sacy est une ancienne commune française, située dans le département de l'Yonne en région Bourgogne-Franche-Comté, devenue, le 1er janvier 2016, une commune déléguée de la commune nouvelle de Vermenton.

## Géographie
Sacy est dans le quadrant sud-est de l'Yonne, avec Auxerre à 30 km au nord-ouest. Le village est dans le fond de la vallée du ruisseau de Sacy, petit affluent de rive droite de la Cure.
La D 606 Auxerre-Avallon passe à Vermenton, 9 km à l'ouest (6,5 km en droite ligne).

L'autoroute A6 passe à environ 3 km au nord et à l'est de Sacy. La sortie n° 21 « Nitry » est à 5 km à l'est.
Le sentier de grande randonnée de pays « Restif de la Bretonne » passe par Sacy.

## Toponymie
Les formes anciennes de Sacy sont :  Sassiacus, VIIIe., Saciagus, v. 680. L'étymologie de Sacy viendrait du nom de personne Sassia + suff. de lieu -acum, d'où « le domaine de Sassia (ou Saxe) ».
Le lieu-dit Merry, de la commune de Sacy, a disparu ; c'était un fief, dont les anciennes formes du nom sont connues :
- Madriacum, vers 1156 (cart. gén. de l'Yonne, I, 545) ;
- Marriacum, 1167 (cart. gén. de l'Yonne, II, 196) ;
- Merriacum, 1176 (cart. gén. de l'Yonne, II, 281) ;
- Marre, 1180 (abb. de Reigny) ;
- Merry, 1566 (terrier de Palluau-Vau-du-Puits ; arch. de l'Yonne).

## Histoire
Datant de la fin de l'âge du bronze, des sites d'inhumation ont été retrouvés.
Merry est dans la commune de Sacy, un fief seigneurial, au faubourg de ce village, sur le chemin de Joux.
Durant la première guerre mondiale, le village perd 18 de ses jeunes hommes dans les combats entre 1914 et 1918.

## Politique et administration
| Période   | Période   | Identité           | Étiquette | Qualité |
| --------- | --------- | ------------------ | --------- | ------- |
| 1974      | 1977      | Justin Disson      |           |         |
| 1977      | 1986      | René Sirieys       |           |         |
| 1986      | mars 2001 | Claude Boissard    |           |         |
| mars 2001 | en cours  | Jacqueline Toutain |           |         |

## Démographie
L'évolution du nombre d'habitants est connue à travers les recensements de la population effectués dans la commune depuis 1793. À partir du 1er janvier 2009, les populations légales des communes sont publiées annuellement dans le cadre d'un recensement qui repose désormais sur une collecte d'information annuelle, concernant successivement tous les territoires communaux au cours d'une période de cinq ans. 
Pour les communes de moins de 10 000 habitants, une enquête de recensement portant sur toute la population est réalisée tous les cinq ans, les populations légales des années intermédiaires étant quant à elles estimées par interpolation ou extrapolation. Pour la commune, le premier recensement exhaustif entrant dans le cadre du nouveau dispositif a été réalisé en 2008,.
En 2013, la commune comptait 189 habitants, en évolution de −9,13 % par rapport à 2008 (Yonne : −0,46 %, France hors Mayotte : +2,49 %).
| 1793 | 1800 | 1806 | 1821 | 1831 | 1836 | 1841 | 1846 | 1851 |
| ---- | ---- | ---- | ---- | ---- | ---- | ---- | ---- | ---- |
| 866  | 850  | 821  | 869  | 899  | 847  | 841  | 853  | 805  |

| 1856 | 1861 | 1866 | 1872 | 1876 | 1881 | 1886 | 1891 | 1896 |
| ---- | ---- | ---- | ---- | ---- | ---- | ---- | ---- | ---- |
| 766  | 701  | 708  | 673  | 694  | 645  | 603  | 578  | 573  |

| 1901 | 1906 | 1911 | 1921 | 1926 | 1931 | 1936 | 1946 | 1954 |
| ---- | ---- | ---- | ---- | ---- | ---- | ---- | ---- | ---- |
| 521  | 520  | 518  | 450  | 433  | 370  | 339  | 303  | 276  |

| 1962 | 1968 | 1975 | 1982 | 1990 | 1999 | 2008 | 2013 | - |
| ---- | ---- | ---- | ---- | ---- | ---- | ---- | ---- | - |
| 258  | 236  | 219  | 197  | 169  | 211  | 208  | 189  | - |

## Culture locale et patrimoine

### Lieux et monuments
- L'église Saint-Jean-Baptiste date du XIIe siècle et a connu de nombreux remaniements. Elle possède un imposant clocher octogonal de style roman. Elle est couverte en petites tuiles.

### Naissances
- Restif de la Bretonne (1734-1806) dont la maison natale se trouve sur la route de Joux-la-Ville (la Métairie). Il vécut ensuite dans une maison située en face de l'église Saint-Jean-Baptiste.

### Autres
- Antoine-Isaac Silvestre de Sacy (1758-1838), orientaliste.
- Jacques Lacarrière (1925-2005), écrivain, y a passé la deuxième moitié de sa vie.
- Jean Paul Roussillon (1931-2009), acteur de théâtre, ses cendres sont déposées au cimetière.